# Stylosanthes angustifolia
Stylosanthes angustifolia är en ärtväxtart som beskrevs av Julius Rudolph Theodor Vogel. Stylosanthes angustifolia ingår i släktet Stylosanthes och familjen ärtväxter. Inga underarter finns listade i Catalogue of Life.